# Фирсов, Илья Петрович
Илья Петрович Фирсов (15 июля 1905, Нижний Мамон, Воронежская губерния — 14 августа 1943) — командир скоростной бомбардировочной авиационной эскадрильи 80-го смешанного авиационного полка 9-й армии, майор. Герой Советского Союза.

## Биография
Родился 15 июля 1905 года в селе Нижний Мамон (ныне — Верхнемамонского района Воронежской области) в крестьянской семье. Русский. Член ВКП(б) с 1931 года. Образование среднее. Работал в колхозе, а затем на стройках в Орске.
В 1927 году призван в ряды Красной Армии. Окончил 3-ю военную школу летчиков и летнабов в Оренбурге. Участник советско-финской войны 1939—1940 годов.
20 февраля 1940 года, возвращаясь с бомбардировки, Фирсов заметил железнодорожный состав с боеприпасами, который двигался к станции Нурмес. Возвратившись на свой аэродром, Фирсов приказал авиамеханикам заправить самолёт и загрузить его бомбами. Ночью Фирсов разыскал цель и атаковал три состава. По снимкам станции, которую утром сфотографировал воздушный разведчик, можно было определить, что бомбардировщик уничтожил свыше 40 вагонов и паровоз. В следующую ночь Фирсов атаковал автоколонну белофиннов по дороге на Кухмониен, уничтожив при этом до 30 автомашин. Эскадрилья Фирсова своим бомбометанием оказала помощь блокированной 54-й стрелковой дивизии, в сопровождении истребителей громила укрепленные позиции врага, батареи, аэродромы и склады, расчищала путь пехоте и артиллерии. За короткий срок эскадрилья совершила 660 боевых вылетов, в том числе 20 ночных в трудных метеорологических условиях. Командир эскадрильи майор Фирсов ежедневно сам совершал по 5-6 вылетов. К марту 1940 года Фирсов совершил 91 боевой вылет на бомбардировку войск противника, его оборонительных сооружений, аэродромов, нанеся тем самым врагу большой урон.
Указом Президиума Верховного Совета СССР от 21 мая 1940 года за образцовое выполнение боевых заданий командования и проявленные при этом отвагу и геройство майору Илье Петровичу Фирсову было присвоено звание Героя Советского Союза с вручением ордена Ленина и медали «Золотая Звезда».
В 1940 году поступил в Военно-воздушную инженерную академию имени Жуковского. Участвовал в Великой Отечественной войне с июля 1941 года. Командовал бомбардировочным авиационным полком, а затем дивизией на Западном фронте.
14 августа 1943 года полковник Илья Петрович Фирсов погиб при выполнении боевого задания. Его самолёт был сбит над территорией противника.
Награждён орденом Ленина, медалями.
Его именем названа улица в селе Нижний Мамон.